# 경일초등학교
경일초등학교는 대한민국 경기도 안산시 상록구에 있는 공립 초등학교이다.

## 학교 연혁
- 1987년 9월 1일: 개교
- 2025년 3월 1일: 경수초등학교 통폐합

## 참고 자료
- 경일초등학교 - 한국교육학술정보원 학교알리미